# Масловская, Мирослава
Мирослава Иоланта Масловская (пол. Mirosława Jolanta Masłowska, 20 октября 1943, Варшава, Генерал-губернаторство — 29 мая 2023, Щецин) — польский врач, политик и общественная деятельница местного самоуправления, депутат Сейма 5-го и 6-го созывов.

## Биография
Окончила II среднюю школу им. Мешко I в Щецине и училась в Поморской медицинской академии в Щецине. Работала в Детской городской больнице детским хирургом, затем в Областной санитарно-эпидемиологической станции, где исполняла, в том числе, функции директора. В 2002 году вышла на пенсию.
С 1998 по 2005 год она была членом городского совета в Щецине. На выборах в местные органы власти в 2002 году она баллотировалась на должность мэра Щецина от имени «Право и справедливость» и «Гражданской платформы». Она получила 2409 голосов (т.е. 2,4%), заняв 8-е место.
С 1993 года она была в «Центральном соглашении», затем присоединилась к партии «Право и справедливость». В 2005 году избрана по списку Права и справедливости в Сейм 5-го созыва от Щецинского округа с результатом 7675 голосов. На парламентских выборах 2007 года она во второй раз получила место в Сейме, набрав 8431 голос.
На выборах в Европарламент в 2009 году безуспешно претендовала на мандат депутата Европарламента по избирательному округу № 13, набрав 7834 голоса. В том же году она объявила о своем уходе из «Права и справедливости», критикуя деятельность регионального лидера этой партии Иоахима Брудзинского. По утверждению бывшего члена партии Людвика Дорна, она ограничилась тем, что приостановила членство в партии, в итоге решив остаться в парламентской фракции и в партии. В 2011 году она уже не баллотировалась.
Её сын — политик Артур Салабавка.

## Награды
В 2017 году Мирослава получила Рыцарский крест ордена Возрождения Польши. В 2023 году Мирослава Масловская посмертно награждена офицерским крестом ордена Возрождения Польши.